# Петерсберг (Рейнланд-Пфальц)
Петерсберг (нім. Petersberg) — громада в Німеччині, розташована в землі Рейнланд-Пфальц. Входить до складу району Південно-Західний Пфальц. Складова частина об'єднання громад Таляйшвайлер-Вальгальбен.
Площа — 3,84 км2. Населення становить 884 ос. (станом на 31 грудня 2020).